# Guijo de Santa Bárbara
Guijo de Santa Bárbara és un municipi de la província de Càceres, a la comunitat autònoma d'Extremadura (Espanya). Limita amb Tornavacas al nord, amb Jarandilla de la Vera al sud, amb Losar de la Vera a l'est i amb Aldeanueva de la Vera a l'oest.